# Lithobius henroti
Lithobius henroti är en mångfotingart som beskrevs av Demange 1955. Lithobius henroti ingår i släktet Lithobius och familjen stenkrypare.
Artens utbredningsområde är Frankrike. Utöver nominatformen finns också underarten L. h. henroti.